# نادي شباب الدريوش
نادي شباب الدريوش هو نادٍ رياضي مغربي من مدينة الدريوش، تأسس سنة 1999. يمارس في دوري الدرجة الرابعة المغربي. نادي شباب الدريوش ليس النادي الوحيد في المدينة بل هناك أيضا ناديا اتحاد الدريوش و وفاء الدريوش كذلك.